# Suhpalacsa ambiguus
Suhpalacsa ambiguus är en insektsart som beskrevs av Navás 1914. Suhpalacsa ambiguus ingår i släktet Suhpalacsa och familjen fjärilsländor. Inga underarter finns listade i Catalogue of Life.